# 短叶柳叶菜
短叶柳叶菜（学名：Epilobium brevifolium sp. brevifolium）为柳叶菜科柳叶菜属下的一个亚种。